# Eleições no Paquistão
As Eleições no Paquistão consistem desde a sua fundação, em 1947 em um governo federal assimétrico e em uma república parlamentar democrática federalista. Em nível nacional, as pessoas no Paquistão elegem uma legislatura bicameral, o Parlamento do Paquistão. O parlamento consiste em uma câmara mais baixa chamada de Assembleia Nacional, que é eleita diretamente, e em uma câmara maior que é o senado, cujos membros são escolhidos pelos legisladores provinciais eleitos. O chefe de governo, o Primeiro Ministro, é eleito pelos membros majoritários da assembleia nacional e o chefe de estado, o Presidente, é eleito pelo colégio eleitoral, que consiste nas duas câmaras do parlamento junto com as quatro assembleias provinciais. Em adição ao parlamento nacional e nas assembleias provinciais, o Paquistão possui mais de cinco mil governos locais eleitos.
A Comissão Eleitoral do Paquistão, uma instituição constitucionalmente fundada liderada por um comissário eleitoral designado, supervisiona as eleições gerais. A Constituição do Paquistão define como as eleições gerais são feitas no artigo VIII, capitulo 2 com alterações. Um sistema multi-partidário está em vigor, com a assembleia nacional consistindo em 342 e o Senado em 100 eleitos das quatro províncias. A Constituição dita que as eleições gerais devem ser feitas a cada cinco anos quando a assembleia nacional completou o seu mandato ou foi dissolvida e as eleições para senador devem ser feitas a cada seis anos. Por lei, as eleições gerais devem ser feitas em dois meses de mandato da assembleia nacional.